# Fluorperoxyl
Fluorperoxyl nebo také monofluorid dikyslíku je anorganická sloučenina s chemickým vzorcem O2F. Sloučenina je stabilní pouze při nízkých teplotách. Patří mezi fluoridy kyslíku.

## Příprava
Fluorperoxyl vzniká termálním rozkladem fluoridu dioxygenylu:
O2F2 → F + O2F
F + F → F2
Lze jej také připravit fotolýzou fluoru a kyslíku rozpuštěného v argonu:
F2 → 2 F
F + O2 → O2F

## Vlastnosti
Fluorperoxyl je silné oxidační činidlo, které lze připravit v koaxiálním reaktoru.